# Retrato de Adele Bloch-Bauer I
O Retrato de Adele Bloch-Bauer I é uma pintura de Gustav Klimt completada em 1907. Foi vendida em junho de 2006, a Ronald Lauder, proprietário da Neue Galerie em Nova Iorque, por 135 milhões de dólares, tendo sido, na época, a segunda pintura mais cara do mundo. A obra encontra-se em exibição permanente na  dita galeria, desde julho de 2006.
Klimt empregou três anos em completar este retrato, medindo 138cm x 138 cm, executado em óleo e ouro sobre tela, com uma ornamentação elaborada e complexa, tal e qual se vê nos trabalhos do Jugendstil. Klimt foi membro da Secessão Vienense, um grupo de artistas que cortaram com a forma tradicional de pintar. A obra foi realizada em Viena, por encomenda de Ferdinand Bloch-Bauer, que fizera fortuna com a indústria açucareira. Bloch apoiou as artes e promoveu especialmente o trabalho de Klimt. Adele Bloch-Bauer tornou-se a única modelo pintada por Klimt em duas ocasiões.  O segundo quadro, Retrato de Adele Bloch-Bauer II, foi completado em 1912. Adele indicou, em testamento, que os quadros de Klimt deveriam ser doados à Galerie Belvedere,  instalada no palácio homônimo, de propriedade do Estado austríaco. Em 1925 Adele faleceu de meningite, e quando os nazis ocuparam a Áustria, o seu viúvo exiliou-se na Suíça. Todas as suas propriedades foram confiscadas, incluída a coleção Klimt. No seu testamento de 1945, Bauer-Bloch designou os seus sobrinhos e sobrinhas, incluindo  Maria Altmann, como herdeiros do seu patrimônio.
Como as pinturas propriedade de Bloch-Bauer permaneceram na Áustria, o governo inclinou-se pelo testamento de Adele. Depois de uma batalha legal nos Estados Unidos e na Áustria, Maria Altmann foi declarada proprietária legal desta e de outras quatro pinturas de Klimt. A decisão foi tomada na Áustria. Após os quadros serem enviados para os Estados Unidos, estiveram em exibição em Los Angeles até o Retrato de Adele Bloch-Bauer I ser vendido a Lauder. A pintura passou a ser a peça central da coleção de Lauder na sua Neue Galerie de Nova Iorque, que por anos tentou recuperar a arte que tinha sido propriedade da comunidade judaica, a maioria da Alemanha e Áustria, e que fora confiscada ou roubada pelo governo nazi. Lauder trabalhou para esta meta enquanto foi embaixador dos Estados Unidos na Áustria, membro da World Jewish Restitution Organization e da comissão designada por Bill Clinton para examinar casos de roubo nazi. É significativo o comentário de Lauder ao recuperar o Retrato de Adele Bloch-Bauer I: "Esta é a nossa Mona Lisa...."